# Вест-Кройдон (станція)
51°22′42″ пн. ш. 0°06′09″ зх. д. / 51.3783° пн. ш. 0.1025° зх. д.
Вест-Кройдон (англ. West Croydon) — залізнична станція National Rail операторів London Overground (Східнолондонська лінія) та Southern у Кройдоні, Великий Лондон, Англія, розташована у 5 тарифній зоні за 16.80 км від Лондон-брідж. В 2018 році пасажирообіг станції склав 5.419 млн осіб

## Пересадка
- Автобуси London Buses: 50, 60, 64, 75, 109, 154, 157, 166, 194, 198, 250, 264, 289, 367, 403, 407, 410, 450, 455, 468, X26 та нічні маршрути N68, N109, N250;[4][5]
- Tramlink

## Історія
- 5. червня 1839: відкриття станції як «Кройдон»;
- квітень 1851: станцію перейменовано на «Вест-Кройдон»[6];

## Послуги
| Попередня станція                        | Лінія | Лінія                                               | Лінія | Наступна станція |
| ---------------------------------------- | ----- | --------------------------------------------------- | ----- | ---------------- |
| Норвуд-джанкшен до Гайбері-енд-Іслінгтон |       | London Overground Східнолондонська лінія            |       | Кінцева          |
| Селгерст                                 |       | National Rail Southern Sutton and Mole Valley lines |       | Воддон           |
| Норвуд-джанкшен                          |       | National Rail Southern Sutton and Mole Valley lines |       | Воддон           |